# Thụy An (nhà văn)

Chân dung Thụy An, trong sách Nhà văn hiện đại.

Thụy An (1916–1989, tên thật là Lưu Thị Yến), là một nhà văn Việt Nam. Đây là người phụ nữ duy nhất bị kết án tù do bị tố cáo là gián điệp, phản động trong phong trào Nhân Văn - Giai Phẩm tại Việt Nam.

## Tiểu sử
Thụy An sinh tại Hà Nội, quê gốc ở làng Hòa Xá, phủ Ứng Hòa, tỉnh Hà Đông, là con ông Lưu Tiến Ích và bà Phùng Thị Tôn.
Có khiếu thơ văn từ nhỏ nên năm 13 tuổi, bà đã có thơ đăng trên tạp chí Nam Phong (1929) và 3 năm sau, lại nhận được giải thưởng văn chương của Triều đình nhà Nguyễn.
Chồng Lưu Thị Yến là nhà văn, nhà giáo Bùi Nhung bút hiệu là Băng Dương, em ruột học giả Bùi Kỷ. Nhưng sau khi bà sinh được 6 người con, thì ly thân với chồng từ 1949. Người tình của Lưu Thị Yến là ông Đỗ Đình Đạo, một nhân vật quan trọng của Việt Nam Quốc Dân Đảng. Sau ông Đỗ Đình Đạo chết vì một nguyên do còn nhiều nghi vấn.
Trong thời kỳ Nhân Văn - Giai Phẩm, nhà văn Phan Khôi nhận Lưu Thị Yến là con nuôi. Sau khi báo Nhân Văn - Giai Phẩm bị đình bản, bà bị bắt năm 1958 và trong phiên tòa ngày 21 tháng 1 năm 1960 xét xử bà tại Hà Nội, nhiều nhân chứng đều cho rằng bà đã có ảnh hưởng không nhỏ đối với một số văn nghệ sĩ tham gia phong trào này. Tuy nhiên, những người trong cuộc như Nguyễn Hữu Đang, Lê Đạt  phủ nhận sự tham gia của bà trong nhóm. Bà bị kết án cũng như Nguyễn Hữu Đang 15 năm tù.
Năm 1973, Lưu Thị Yến cùng với Nguyễn Hữu Đang, cũng bị tù vì vụ Nhân Văn - Giai Phẩm, được thả trong diện "Đại xá chính trị phạm trong Hiệp định Paris". Vào Thành phố Hồ Chí Minh, bà quy y ở Chùa Quảng Hương Già Lam năm 1987 và mất năm 1989, tại nhà riêng ở đường Lê Văn Sỹ.

## Nghiệp văn
Thụy An đã từng làm chủ nhiệm những tờ Đàn bà mới (Sài Gòn), Phụ nữ tân văn (Sài Gòn), Đàn Bà (Hà Nội), đã từng là quyền giám đốc Việt Tấn Xã và phóng viên chiến trường.
Về mặt sáng tác, Vũ Ngọc Phan trong Nhà văn hiện đại cho biết: 
Tác giả Thụy An vốn là một nhà thơ. Tôi đã đọc thơ của Thụy An trong Phụ nữ tân văn, trong Đàn bà mới và trong tuần báo Đàn bà.
Đánh giá về tiểu thuyết Một linh hồn của Thụy An, Vũ Ngọc Phan cho rằng:
Một linh hồn chính là một tiểu thuyết tình cảm, tả những tính tình rất ngây thơ, rất trong sáng của Vân, một cô gái giàu lòng tín ngưỡng và giống như một bông sen, tuy "gần bùn mà chẳng hôi tanh mùi bùn"…
Nhưng đọc Một linh hồn, người ta nhận thấy điều này không được thiết thực: Hà Nội chưa có cái trình độ có một gái giang hồ sang trọng như Bảy Thanh, có lẽ tác giả đã đem cái khung cảnh Nam Kỳ, là nơi tác giả đã từng ở lâu năm, ra đất Bắc. Điều thứ hai nữa là đọc Một linh hồn, người ta vẫn chưa có cảm tưởng mình sống trong truyện cùng các nhân vật. Có lẽ Thụy An đã tả Bảy Thanh bằng những nét bút thô bạo quá và tả Vân bằng những nét mềm yếu quá chăng?"
Tuy vậy, Một linh hồn cũng đáng kể là một tiểu thuyết xuất sắc của phụ nữ Việt Nam từ trước đến nay: tác giả đã giàu tưởng tượng, truyện lại xây dựng một cách vững vàng, chắc chắn.

## Nhân Văn - Giai Phẩm
Về vai trò của Thụy An trong phong trào Nhân Văn - Giai Phẩm, Bàng Sĩ Nguyên cho biết: 
Thụy An là người phụ nữ duy nhất — ở trong hay ở ngoài phong trào — bị kết án là "gián điệp". Bà là một trường hợp đặc biệt, theo Lê Đạt và Nguyễn Hữu Đang, bà không ở trong Nhân Văn - Giai Phẩm, vậy mà tên bà được nêu lên hàng đầu trong "hàng ngũ phản động" với nhãn hiệu "Con phù thủy xảo quyệt" và những lời lẽ độc địa nhất dành cho bà: "Như vắt ngửi thấy máu, Thụy An như rắn bò tới các câu lạc bộ Hội Nhà văn phun nọc độc mạt sát chế độ ta bần cùng hoá nhân dân"
Vậy, vụ án Thụy An có phải là một vụ án chính trị? Hay là một sự quy kết oan uổng?
Nguyễn Hữu Đang nói nguyên văn như sau:
Bà Thụy An không tham gia gì vào nhóm Nhân Văn - Giai Phẩm cả. Bà ấy không viết một bài, một câu, một chữ nào cho Nhân Văn cả. Bà ấy cũng không hề mách nước, bàn bạc gì với người khác hay với tôi bao giờ cả. Không, không hề có, tuy rằng có quan hệ, thỉnh thoảng có gặp nhau, cũng nói chuyện.
Nhà thơ Lê Đạt cũng có khẳng định:
Tôi nhắc lại một lần nữa là chị Thụy An chưa bao giờ ở trong nhóm Nhân Văn - Giai Phẩm cả. Nhưng chị Thụy An rất thân với anh em trong Nhân Văn - Giai Phẩm và đặc biệt là thân với tôi. Người ta buộc tội chị Thụy An, người ta cứ buộc tội mập mờ thế thôi, [...] nhưng cho đến khi tôi biết thì tôi cũng chẳng thấy chị ấy viết bài nào cho Nhân Văn - Giai Phẩm cả.
Tôi có thể bảo đảm 100% chị ấy không phải là gián điệp. Tại vì thế này: Nếu là gián điệp thì phải có chứng cớ chứ! Chị nhận tiền của ai? Nhận tiền ở đâu? Liên lạc với ai? Cho đến bây giờ tôi vẫn thấy đó là một câu hỏi mà Nhà nước chưa trả lời tôi được. [...] Chị ấy là một trong những cây bút nữ đầu tiên của Việt Nam. Mà theo tôi [...] thì chị ấy đã từng tham gia kháng chiến! Việc liên lạc với kháng chiến trong thời ấy thì mình mất mối là chuyện bình thường, mà mất mối thì mình không thể chứng minh được. Bây giờ cũng đã lâu rồi, đã gần 50 năm rồi. Tôi thấy chúng ta có thể mở những kho tài liệu ra để buộc tội hoặc minh oan cho một người cho rõ ràng và khi mình đặt rõ ràng về phận vị rồi thì mình phải trả lại danh dự cho người ta.
Tuy nhiên, Thụy Khuê thông qua con trai Thụy An là Bùi Thụy Băng lại khẳng định:
Thực ra, Thụy An đã cùng con cái vào Nam từ 1952, nhưng vẫn thường xuyên trở ra Hà Nội để tổ chức cơ sở chống lại Đảng và Nhà nước Việt Nam Dân chủ Cộng hòa nên tháng 3 năm 1957 bà bị bắt trên đường lẩn trốn từ Hòa Xá, Hà Đông đến Phủ Lý (quê chồng). Và hành động đó của bà đã được chính con trai bà thừa nhận. Trả lời câu hỏi “Thụy An thường xuyên ra Hà Nội với mục đích gì?”, Bùi Thụy Băng, con trai thứ của Thụy An, nói: "Bà cụ tôi ra Bắc, với hai mục đích: – Về quê mình để thu thập tất cả những gì quý báu nhất trong nhà ông ngoại tôi. Thứ nhì, bà cụ tôi muốn đặt cái bản doanh chống lại chính quyền ở Hòa Xá – chúng tôi nhấn mạnh"
Thái Kế Toại, đại tá công an đặc trách hồ sơ vụ án, đi sâu vào nghiên cứu hồ sơ của bà đã phủ nhận thông tin này, rút ra kết luận:
Với những tài liệu nghiệp vụ mà tôi đã đọc, tôi có thể khẳng định rằng con cháu Thụy An khuếch trương lên thôi. Một người như Thụy An không thể ảo tưởng và ấu trĩ như thế, nhất là bà chẳng theo một đảng phái nào, một đường lối chính trị nào. Nội dung các tác phẩm văn học của bà đã nói lên điều đó.